# Sevdaliza
Севда Алізаде (перс. سِودا علیزاده, нід. Sevda Alizadeh), відома як Sevdaliza (нар. 1 вересня 1987 (37 років) , Тегеран ) — нідерландська поп-співачка, авторка пісень і музична продюсерка іранського походження.

## Життя і кар'єра

### Раннє життя
Севда Алізаде народилася 1 вересня 1987 року в Тегерані (Іран). У 5 років разом із родиною переїхала до Нідерландів. Має азербайджанське коріння.
У 16 років вже грала у збірній Нідерландів з баскетболу (Dutch national basketball team), а коли отримала баскетбольну стипендію — пішла з дому.
Алізаде завершила навчання в університеті, здобувши ступінь магістра у сфері бізнес-комунікацій. Вона вільно володіє перською, нідерландською, англійською, французькою та португальською мовами.

### 2014— наші дні
У березні 2014 року Sevdaliza випустила свій дебютний сингл «Clear Air» та відеокліп до нього. Пізніше у світ вийшли композиції «Sirens of the Caspian» та «Back seat Love».
У січні 2015 року вийшов її дебютний мініальбом «The Suspended Kid» («Дитина, від якої відмовилися»), над яким виконавиця працювала майже два роки. Sevdaliza переконана, що назва цього альбому віддзеркалює реакцію аудиторії на її поведінку у соціумі: «Я усвідомила, що ті речі, які відштовхують мене від соціуму — невміння налагодити контакт із тренером, керівником або ще кимось — змусили мене зрозуміти, що мій шлях — інакший». Продюсерами альбому «The Suspended Kid» стали Sevdaliza та роттердамський продюсер і виконавець Mucky.
У вересні вийшов відеокліп на останню індастріал R&B композицію «That Other Girl» вищезгаданого альбому.
У червні Sevdaliza випустила пісню «Marilyn Monroe», що стала провідною композицією її другого мініальбому під назвою «Children of Silk» («Діти з шовку»). Пісня була написана у стилі тріп-хопу та супроводжувалася відеокліпом, який вийшов у березні 2016 року. Повний альбом «Children of Silk» вийшов у листопаді того ж року.
У травні 2016 року Sevdaliza випустила короткометражний фільм під назвою «The Formula», про те, як біль від викидня здатен зруйнувати гармонію у шлюбі та призвести до трагедії. Разом із Emmanuel Adjei співачка стала режисеркою фільму. Три музичні композиції Sevdaliza («The Formula», «The Language of Limbo», «Mad Woman») увійшли до кінострічки.
Новий сингл під назвою «Time» побачив світ у жовтні 2016 року.
У листопаді 2016 року разом із відеокліпом вийшов сингл під назвою «Human».
Композиції «Human», «Marilyn Monroe» та «The Language of Limbo» пізніше увійшли до першого студійного альбому Sevdaliza «ISON».
У січні 2017 року Sevdaliza випустила свою першу пісню перською мовою під назвою «Bebin» у відповідь на виконавчий наказ «Executive Order 13769» про заборону мусульманам в'їжджати до США. Авторка зазначила: «… Я написала „Bebin“ на фарсі… Я непохитна та наповнена любов'ю. Зараз я уникаю мейнстрімних медіа, адже мені не цікаво брати в цьому участь як жертва. Прийміть це повідомлення без зайвих спалахів, камер, дій. Я лише транслюю думки. У любові немає місця ані расизму, ані фанатизму».
У лютому 2017 року вийшов відеокліп на пісню «Amandine Insensible», що демонструє утиски жінок у сучасній культурі.
У квітні 2017 року вийшов другий сингл під назвою «Hero» з її студійного музичного альбому ISON.
Реліз усього альбому відбувся у квітні 2017 року, його названо на честь однієї з комет, що літають поблизу Сонця, — «Comet ISON».
У січні 2018 року Sevdaliza випустила пісню «Soul Syncable». Це була перша композиція після випуску дебютного студійного альбому «ISON».
У лютому 2018 вийшов трек «Human Nature».
«Soul Syncable» та «Human Nature» увійшли до наступного мініальбому «The Calling», що його Sevdaliza випустила у березні того ж року.
У травні 2018 року на YouTube вийшла друга версія пісні «Human» португальською мовою («Humana»).
8 березня 2019 року Sevdaliza випустила сингл під назвою «Darkest Hour», що став початком нового етапу в її музичній кар'єрі.

## Дискографія

### Студійні альбоми
| Назва    | Деталі                                                                                |
| -------- | ------------------------------------------------------------------------------------- |
| ISON     | - Реліз: 26 квітня 2017 - Лейбл: Twisted Elegance - Формати: CD, LP, digital download |
| Shabrang | - Реліз: 28 серпня 2020 - Лейбл: Twisted Elegance - Формати: CD, LP, digital download |

### EP (міні-альбоми)
| Назва             | Треклист | Деталі |
| ----------------- | --- | --- |
| The Suspended Kid | - 1. That Other Girl - 2. Sirens Of The Caspian - 3. Clear Air - 4. Backseat Love - 5. Taste - 6. Underneath | - Реліз: 28 січня 2015 - Лейбл: Twisted Elegance - Формат: Digital download - Композиції «Taste» та «Underneath» пізніше були видалені |
| Children of Silk  | - 1. The Inside - 2. Amandine Insensible - 3. Marilyn Monroe - 4. Men Of Glass (featuring Rome Fortune)      | - Реліз: 24 листопада 2015 - Лейбл: Twisted Elegance - Формат: Digital download                                                        |
| The Calling       | - 1. Soul Syncable - 2. 5D - 3. Soothsayer - 4. Energ1 - 5. Human Nature - 6. Voodoov - 7. Observer          | - Реліз: 30 березня 2018 - Лейбл: Twisted Elegance - Формат: Digital download                                                          |

### Сингли
| Назва                      | Рік  | Альбом                 |
| -------------------------- | ---- | ---------------------- |
| «Colorblind»               | 2013 |                        |
| «Race Against the Machine» | 2013 | Не входять до альбомів |
| «Lions»                    | 2013 |                        |
| «Clear Air»                | 2014 | The Suspended Kid      |
| «Sirens of the Caspian»    | 2014 | The Suspended Kid      |
| «Backseat Love»            | 2014 | The Suspended Kid      |
| «Haunted»                  | 2015 | D.T.S.N.T.             |
| «The Valley»               | 2015 |                        |
| «One Armed Lullaby»        | 2015 | Не входять до альбомів |
| «Time»                     | 2016 |                        |
| «Human»                    | 2016 | ISON                   |
| «Bebin»                    | 2017 | Не входить до альбому  |
| «Hero»                     | 2017 | ISON                   |
| «Hubris»                   | 2017 | ISON                   |
| «Marilyn Monroe»           | 2017 | ISON                   |
| «Mad Woman»                | 2017 | Не входить до альбому  |
| «Soul Syncable»            | 2018 | The Calling            |
| «Human Nature»             | 2018 | The Calling            |
| «Darkest Hour»             | 2019 | Shabrang               |
| «Martyr»                   | 2019 | Не входить до альбому  |
| «Oh My God»                | 2020 | Shabrang               |
| «Lamp Lady»                | 2020 | Shabrang               |
| «Joanna»                   | 2020 | Shabrang               |
| «Habibi»                   | 2020 | Shabrang               |

## Відеографія

### Відеокліпи
| Назва                      | Рік  | Режисер(-и)                        |
| -------------------------- | ---- | ---------------------------------- |
| «DelftsBlauw»              | 2012 | Sevdaliza                          |
| «Race Against the Machine» | 2013 | Sevdaliza                          |
| «Lions»                    | 2013 | Sevdaliza                          |
| «Clear Air»                | 2014 | Sevdaliza                          |
| «Sirens of the Caspian»    | 2014 | Atlynn Vrolijk                     |
| «Backseat Love»            | 2014 | Atlynn Vrolijk Lisette Donkersloot |
| «That Other Girl»          | 2015 | Pussykrew                          |
| «The Valley»               | 2015 | Zahra Reijs                        |
| «Marilyn Monroe»           | 2016 | Hirad Sab                          |
| «Human»                    | 2016 | Emmanuel Adjei                     |
| «Amandine Insensible»      | 2017 | Piet Langeveld                     |
| «Bluecid»                  | 2017 | Sevdaliza Zahra Reijs              |
| «Hear My Pain Heal»        | 2017 | Ian Pons Jewell                    |
| «Duality»                  | 2018 | Emmanuel Adjei                     |
| «Shahmaran»                | 2018 | Emmanuel Adjei                     |

### Фільми
| Рік  | Назва       | Роль   | Режисер        | Примітки               |
| ---- | ----------- | ------ | -------------- | ---------------------- |
| 2016 | The Formula | Zillah | Emmanuel Adjei | Короткометражний фільм |